# بوومانت (میسیسیپی)
بوومانت (به انگلیسی: Beaumont) شهرکی در ایالت میسیسیپی کشور ایالات متحده آمریکا است که جمعیت آن در سرشماری سال ۲۰۱۰ میلادی، ۹۵۱
نفر بوده‌است.